# Данило Лазовић
Данило Лазовић (Бродарево, 25. новембар 1951 — Београд, 25. март 2006) био је српски и југословенски филмски, телевизијски и позоришни глумац.

## Биографија
Завршио је Гимназију у Прибоју. Дипломирао је глуму на Академији за позориште, филм, радио и телевизију у Београду, 1974.
Прву значајнију улогу остварио је у ТВ серији „Отписани“ (1974).
Био је један од најпопуларнијих домаћих драмских уметника. Глумио је у великом броју филмова и позоришних представа. Остао је упамћен по улози Шћепана Шћекића у српској ТВ серији Срећни људи (1993—1996), захваљујући којој је стекао велику популарност у Србији, па и шире.
Значајнији филмови: „Двобој за јужну пругу“ (1978), „Лаф у срцу“ (1981), „Лазар“ (1984), "Најбољи" (1989), „Последњи круг у Монци“ (1989), „Мала (филм)“ (1991), „Три карте за Холивуд“ (1993), „Јагода у супермаркету“ (2003).
Значајније ТВ серије: „Бољи живот" (1988), „Заборављени" (1990), „Крај династије Обреновић" (1994), „Срећни људи" (1993—1996), „Породично благо" (1998—2001), „Стижу долари" (2004—2005).
Иза себе је оставио супругу Бранку и четворо деце: Јелена, Вук, Милена и Милош.

## Позориште
Био је члан ансамбла Народног позоришта у Београду до 2001, али је играо и у многим другим позориштима, укључујући Атеље 212 и Звездара театар (у чијих је осам представа играо близу шест стотина пута, највише у Ковачевићевој „Клаустрофобичној комедији“ и Павловићевој „Малој“, која је имала и филмску верзију), као и сцене Студентског културног центра и других алтернативних сцена.
У Народном позоришту је остварио велики број улога, међу којима су Милош (Патка из врта краља Густава, Ж. Јовановића), Аранђел (Звоно за нашег професора, В. Ивановића), Бурнизијем (Суђење госпођи Бовари, Г. Флобера), Богослав (Руке Зане Марије, Ж. Ануја), Реља (Међа вука манитога М. Бећковић), Милутин Бојић (Госпођа Олга, М. Бојића) и Пуковник Скалузоб (Невоље због памети, А. С. Грибоједова).
Играо је и као Вук (Станоје Главаш, Ђ. Јакшића), Владика Данило (Горски вијенац, П. П. Његоша), Гај Јулије Цезар (Вергилијева смрт, Х. Блоха), Лав Давидович Бронштајн-Троцки (Лењин, Стаљин, Троцки, К. Верморена), Стари Перишић (Кад су цветале тикве, Д. Михаиловића), Рогозин (Настасја филиповна, Ф. М. Достојевског и А. Вајде), Агамемнон (Орестија, Есхила), Грегер Верле (Дивља патка, Х. Ибзена).

## Политика
Током деведесетих је био инструктор добровољцима у бази у Бубањ Потоку. Био је члан Међународног одбора за истину о Радовану Караџићу. Залагао се да се у школе уведе сељачко васпитање, а веронаука постане обавезан предмет. Фебруара 2006. године је говорио на митингу Српске радикалне странке, иако није био њен члан. Спас српског народа је видео у јединственој политичкој сцени, већем посвећењу цркви и постављањем српског краља на престо.

## Смрт
Преминуо је 25. марта 2006. од инфаркта. Комеморативни скуп је одржан на Великој сцени Народног позоришта у Београду. По жељи породице нико није држао говор, већ је преко разгласа пуштен Лазовићев монолог у поеми светог Николаја Велимировића „Косовски завет цара Лазара“. Сахрањен је на Топчидерском гробљу, уз присуство чланова породице, пријатеља и колега и великог броја поштовалаца његовог рада. Испред храма Светог Трифуна, опело је служио митрополит црногорско-приморски Амфилохије, уз свештенство и монаштво Епархије рашко-призренске и милешевске. У име гусларског друштва „Радован Бећировић Требјешки“, чији је Лазовић био члан, опростили су се Славко Алексић и Бошко Вујачић.

## Улоге
| Год.       | Назив                                              | Улога                       |
| ---------- | -------------------------------------------------- | --------------------------- |
| 1970-е     |                                                    |                             |
| 1973.      | Брзе године (ТВ)                                   |                             |
| 1974.      | Кошава                                             | Жика, радник на крану       |
| 1974.      | Димитрије Туцовић (ТВ серија)                      |                             |
| 1975.      | Отписани (серија)                                  | Срба                        |
| 1976.      | На путу издаје (мини-серија)                       | Господин Вуковић, Љотићевац |
| 1976.      | Врхови Зеленгоре                                   | командир чете Дачо          |
| 1976.      | Морава 76 (серија)                                 |                             |
| 1977.      | Хајка                                              | Слобо                       |
| 1978.      | Двобој за јужну пругу                              | Комесар                     |
| 1978.      | Бошко Буха ( ТВ мини серија)                       | /                           |
| 1978.      | Бошко Буха                                         | партизански мајор           |
| 1978.      | Случај у трамвају (ТВ)                             | Први агент                  |
| 1979.      | Пупинове звезде (ТВ)                               | Бил Нортон                  |
| 1979.      | Слом (серија)                                      | Душан Личина                |
| 1979.      | Господин Димковић (ТВ)                             | Поручник Илија              |
| 1979.      | Другарчине                                         | Аца Џип                     |
| 1980-е     |                                                    |                             |
| 1980.      | Снови, живот, смрт Филипа Филиповића               | Никола Груловић             |
| 1980.      | Посебан третман                                    | Ћира                        |
| 1981.      | Краљевски воз                                      |                             |
| 1981.      | Лаф у срцу                                         | Црногорац                   |
| 1981.      | Последњи чин (серија)                              | Потпуковник Лазић           |
| 1981.      | Случај Богољуба Савковића Ливца                    |                             |
| 1982.      | Савамала                                           | Ратко Кнежевић              |
| 1982.      | Шпанац                                             | Жикица Јовановић Шпанац     |
| 1982.      | Саблазан                                           | Гане                        |
| 1982.      | Ждрело                                             |                             |
| 1982.      | Венеријанска раја                                  | покераш 1                   |
| 1983.      | Дани Авној—а (серија)                              |                             |
| 1983.      | Снохватице                                         | Новак Радоњић               |
| 1983.      | Переат                                             |                             |
| 1983.      | Родослов (ТВ)                                      |                             |
| 1983.      | Игмански марш                                      | Црногорац Никола            |
| 1983.      | Тимочка буна                                       | Краљ Милан Обреновић        |
| 1984.      | Пјешак у аутомобилу (серија)                       |                             |
| 1984.      | Лазар                                              | Лазар старији               |
| 1985.      | Једна половина дана (ТВ)                           | Командир Бојић              |
| 1985.      | Црвена барака (ТВ)                                 |                             |
| 1985.      | Брисани простор (серија)                           | Марко Вранац                |
| 1985.      | И то ће проћи                                      | Човек из кафане             |
| 1985.      | Шест дана јуна                                     | Божо                        |
| 1986.      | Свечана обавеза (ТВ)                               | Старији водник Кубура Ибро  |
| 1986.      | Од злата јабука                                    | Павле Вукобрат              |
| 1986.      | Мисија мајора Атертона (серија)                    | Командир чете               |
| 1986.      | Знамените жене српске прошлости                    | Љуба Ненадовић              |
| 1986.      | Одлазак ратника, повратак маршала (серија)         | Генерал Пеко Дапчевић       |
| 1986.      | Шпадијер један живот                               | Хуснија                     |
| 1987.      | Младост уметника (ТВ)                              | Јосиф Панчић                |
| 1987.      | Погрешна процена (ТВ)                              | Александар Ранковић         |
| 1987.      | Место сусрета Београд (ТВ)                         | Новинар Станић              |
| 1987.      | Вук Караџић (серија)                               | Стефан Караџић              |
| 1988.      | Портрет Илије Певца (серија)                       | Илија Певац                 |
| 1987—1988. | Бољи живот (серија)                                | Шабан                       |
| 1989.      | Човјек који је знао гдје је сјевер а гдје југ (ТВ) | Хаџи-Османовић              |
| 1989.      | Крвопијци                                          | Доктор Франц Голговец       |
| 1989.      | Последњи круг у Монци                              | Затвореник                  |
| 1989.      | Кривда (ТВ)                                        | Марко Петровић              |
| 1989.      | Најбољи                                            | Капетан Зарија Мали         |
| 1989.      | Старе границе очевог имања (ТВ)                    | Видо                        |
| 1990-е     |                                                    |                             |
| 1990.      | Цубок                                              | Стојан                      |
| 1990.      | Јастук гроба мог (серија)                          | Јован Драго Теодоровић      |
| 1990.      | Почетни ударац                                     | Адам                        |
| 1990.      | Заборављени (серија)                               | Адам                        |
| 1990.      | Покојник (ТВ)                                      | Аљоша, грађевински радник   |
| 1990.      | Клаустрофобична комедија (ТВ)                      | Милиционер Вуле             |
| 1990.      | Свето место                                        | Дорош                       |
| 1991.      | Боје слепила (ТВ)                                  | Капетан                     |
| 1991.      | Сарајевске приче (серија)                          | Споменкин отац Јово         |
| 1991.      | Мала                                               | Миодраг                     |
| 1993.      | Рај (ТВ)                                           | Мајор                       |
| 1993.      | Три карте за Холивуд                               | Брица                       |
| 1993.      | Суза и њене сестре (ТВ)                            | Тамарин отац                |
| 1993.      | Нападач (ТВ)                                       | Инспектор у полицији        |
| 1994.      | Голи живот (серија)                                | Командир полиције           |
| 1994.      | Театар у Срба (серија)                             |                             |
| 1994.      | Крени према мени (ТВ)                              | Гломазић                    |
| 1995.      | Наслеђе (ТВ)                                       | Срећко                      |
| 1995.      | Све ће то народ позлатити (ТВ)                     | Црногорац                   |
| 1995.      | Провалник (ТВ)                                     | Службеник                   |
| 1995.      | Крај династије Обреновић (серија)                  | Пуковник Димитрије Николић  |
| 1996.      | Данило Лазовић против Шћепана Шћекића (монодрама)  | Шћепан Шћекић               |
| 1996.      | Иван (ТВ)                                          | Павле                       |
| 1993—1996. | Срећни људи (серија)                               | Шћепан Шћекић               |
| 1998.      | Повратак лопова                                    | Биџа                        |
| 1998.      | Џандрљиви муж (ТВ)                                 | Генерал Јеврем              |
| 1998.      | Непозната отаџбина (монодрама)                     | Говори поезију              |
| 1998—2002. | Породично благо (серија)                           | Богољуб Гагић „Черчил“      |
| 1999.      | Мејдан Симеуна Ђака (ТВ)                           | Игуман Партенија Давидовић  |
| 2000-е     |                                                    |                             |
| 2000.      | Тајна породичног блага                             | Богољуб Гагић „Черчил“      |
| 2000.      | А сад адио (ТВ)                                    | Богољуб Гагић „Черчил“      |
| 2001.      | Виртуална стварност                                | Петко                       |
| 2003.      | Јагода у супермаркету                              | Шеф специјалаца             |
| 2003.      | Казнени простор 2 (серија)                         | Власник кафића              |
| 2004—2006. | Стижу долари (серија)                              | Лака Јовановић „Гуштер“     |

## Награде
- 1989. је примио Стеријину награду за глумачко остварење.
- Статуету „Ћуран“ је добио за најбољу улогу у представи Клаустрофобична комедија.[11]
- Од Српске православне цркве награђен је архијерејском захвалницом у Грачаници, због помоћи народу који живи на Косову и Метохији.

## Дани Данила Лазовића
Њему у част је 31. октобра 2013. први пут одржан фестивал „Дани Данила Лазовића“ у Прибоју. На овој манифестацији се одржава такмичење у говорењу поезије и победник добија повељу „Данило Лазовић“ и новчани део награде. Осми пут фестивал је одржан септембра 2021.